# Lantanide
Lantanidele (lantanoidele) reprezintă acele elemente chimice care fac parte, ca și actinidele, din grupa metalelor tranziționale de tip f. Caracteristica lantanidelor este că au electronul/electronii de valență în substratul 4f.
| Grupă →     | 4 IV B | 5 V B | 6 VI B | 7 VII B | 8 VIII B | 9 VIII B | 10 VIII B | 11 I B | 12 II B | 13 III A | 14 IV A | 15 V A | 16 VI A | 17 VII A | 18 VIII A |
| ----------- | ------ | ----- | ------ | ------- | -------- | -------- | --------- | ------ | ------- | -------- | ------- | ------ | ------- | -------- | --------- |
| * Lantanide | 57 La  | 58 Ce | 59 Pr  | 60 Nd   | 61 Pm    | 62 Sm    | 63 Eu     | 64 Gd  | 65 Tb   | 66 Dy    | 67 Ho   | 68 Er  | 69 Tm   | 70 Yb    | 71 Lu     |

Din grupa lantanidelor fac parte următoarele 14 metale: ceriu Ce, praseodim Pr, neodim Nd, promețiu Pm, samariu Sm, europiu Eu, gadoliniu Gd, terbiu Tb, disprosiu Dy, holmiu Ho, erbiu Er, tuliu Tm, yterbiu Yb, lutețiu Lu, metale care urmează dupa lantan La și au numerele atomice cuprinse între 58 și 71.
Denumirea grupei vine de la primul element al seriei, numit lantan. Acesta are multe asemănări în comportare cu restul elementelor grupei. Lantanidele sunt împărțite în pământuri ceritice (lantan -samariu) și pământuri ytrice (europiu - lutețiu).